# Peraustrínia 2004
Pour plus de détails, voir Fiche technique et Distribution.
Peraustrínia 2004 est un film d'animation espagnol de science-fiction réalisé par Àngel García et sorti en 1990. C'est un dessin animé employant la technique de la rotoscopie. L'intrigue, située dans le futur, évoque une société où le contrôle technologique élaboré par un savant menace de disparition le hasard lui-même. Ce film est l'un des premiers longs métrages de dessin animé en version originale catalane.

## Synopsis
L'intrigue est située dans le futur, en 2004, et se déroule dans un pays fictif d'Europe centrale appelé Peraustrínia, entièrement consacré à la science et aux technologies. À cette époque, la technologie a permis de mettre fin aux guerres et à la pauvreté. En revanche, c'est le hasard et l'imagination qui sont en danger de disparaître. De leur côté, les habitants d'un autre pays, l'Empire du hasard, appelés les hasardeux (los azarosos), qui sont des créatures en constante métamorphose et très facétieuses, font leur possible pour semer le chaos dans la société des humains. Mais un jeune savant peraustrinien, Tristán, a mis au point une technologie qui semble lui permettre de contrôler totalement le hasard. Ses agents sont même capables de prévoir l'avenir. L'Empire du hasard est donc en grand danger. Mais une chose échappe encore au contrôle de Tristán : la princesse Priscilla, dont il est amoureux mais qui le déteste. Un jour, l'Empereur des hasardeux offre un accord à Tristán : s'il leur vient en aide, ils l'aideront à se faire aimer de Priscilla.

## Fiche technique
- Titre : Peraustrínia 2004
- Réalisation : Àngel García
- Scénario : Joan Marimón
- Musique originale : Anthony Pilley
- Direction artistique : Neus Górriz
- Conception des costumes : Elisabet Bartolí
- Production : Fermín Marimón
- Studio de production : Fermín Marimón PC
- Distribution : Laurenfilm (Espagne, sortie en salles)
- Pays :  Espagne
- Langue : catalan
- Format : couleur (Agfacolor)
- Durée : 75 minutes
- Son : ultra stéréo
- Date de sortie : Espagne : 6 avril 1990

## Production
Les personnages principaux du film sont animés à l'aide de la technique de la rotoscopie, qui consiste à recourir d'abord à des acteurs en chair et en os dont les mouvements sont ensuite redessinés par les animateurs. Une équipe de 200 personnes travaille pour le film. La production du film dure trois ans.
Peraustrínia 2004 est l'un des tout premiers dessins animés à être réalisés en version originale catalane, avec le film Despertaferro.

## Édition en vidéo
Le film a été édité en cassette vidéo VHS par Lauren Video Hogar.